# Jadakiss
Jadakiss, pseudonimo di Jason Terrance Phillips (Yonkers, 27 maggio 1975), è un rapper statunitense.
Fa parte di una crew che prende il nome di D-Block (ne fanno parte Jadakiss, Styles P, Sheek Louch, e J-Hood), mentre in passato faceva parte di un'altra crew che prendeva il nome di The LOX (e ne facevano parte gli stessi rapper ad eccezione di J-Hood).

## Biografia
Inizia a comporre rime all'età di 12 anni. La prova della sua dote si poteva riscontrare durante le ore di pausa pranzo nella sua scuola superiore. Lui stesso dichiarava: "Iniziavo intrattenendo durante la mensa, stavo solo divertendomi, ma la gente iniziava a dire che ci sapevo fare".
Poco dopo, ha l'opportunità di registrare in uno studio professionale e trasformare la sua passione in carriera. La sua fama arriva a stuzzicare il famoso rapper DMX. Fa in modo di far conoscere Jadakiss e Sheek (Styles P verrà più tardi) da Darrin "Dee" e Joaquin "Waah" Dean, della casa di produzione Ruff Ryders. Di lui si sapeva solo che veniva dalla stessa città di DMX, ma non ci vuole molto perché Philips conquisti il loro consenso. Lo mettono sotto contratto nel 1994.
Nel 1998 il primo lavoro dei LOX, Money Power & Respect, vende 1 milione di copie ed introduce il gruppo al grande pubblico. Il singolo da solista di Jada, All for the Love, una tra le prime produzioni strumentali di Swizz Beatz, fa sentire al giovane MC l'esigenza di produrre un cd individuale. La sua scalata alla notorietà continua grazie alle sue collaborazioni: con Diddy all'epoca Puff Daddy in Benjamins, con Last Dayz di The Notorious B.I.G., con Reservoir Dogs di Jay-Z e con Banned from TV di Noreaga. Ma le richieste arrivano in massa dopo il suo Kiss of Death, brano incluso nella compilation Ruff Ryders Vol. 1. Lo stesso The Notorious B.I.G. ammirò il lavoro di Jada, e dichiarò: "Mi prese da parte e mi disse che avrebbe voluto lavorare con me; mi voleva per scrivere alcuni pezzi nel CD di Cease." Le sue collaborazioni continuarono ancora, fu la volta di Mya, R. Kelly, Mary J. Blige ed Eve.
Nel 2000, lavora al mixtape di Funkmaster Flex The Mixtape, Vol. 4: 60 Minutes of Funk al brano I don't Care. Nell'agosto dello stesso anno uscì il suo primo disco solista Kiss the Game Goodbye, e sempre nel 2001, collabora col produttore di Atlanta Jermaine Dupri, al brano Hate Blood insieme a Freeway, tratto dal disco di Dupri Instructions. Nel 2002 pubblica il brano Knockin' Heads off con Lil Jon & the East Side Boyz e Styles P, per il disco di Lil Jon Kings of Crunk, sempre con il medesimo artista, parteciperà al remix del brano Put Yo' Hood Up assieme a Chyna Whyte, Roy Jones Jr., Petey Pablo, gli East Side Boyz, per il disco Part II.
Nel 2003 Jadakiss partecipa al film Honey, e produce un brano con Sheek per la OST (Original Sound Track) del film, che si intitola J-A-D-A. Nel medesimo anno, collabora con Fabolous al remix del brano Keepin' it Gangsta con i M.O.P. e Styles P, del disco Street Dreams. Nell'estate 2004 fu la volta di Kiss of Death secondo album da solista. Poi collaborò con Fat Joe e Ja Rule al brano New York, che riscosse molto successo, e fu la causa del litigio fra 50 Cent e Joe.
Conseguentemente anche Jada ebbe i suoi problemi con 50 Cent, per via della concorrenza nel campo musicale. E fu proprio in questa occasione che Jadakiss registrò il mixtape Fuck 50 con Big Mike. Sempre nel 2004, collabora con i Mobb Deep al brano One of Ours, part 2, dal disco Amerikaz Nightmare, ed anche con Usher, al remix del brano Throwback (dall'album Confessions).
Nel 2005 lavora ancora una volta col beatmaker statunitense Lil Jon e con gli East Side Boyz al brano Grand Finale con Ice Cube, Nas, T.I., Bun B, per il disco Crunk Juice, lavora con Funkmaster Flex per il suo ultimo mixtape intitolato Funkmaster Flex Car Show Tour ai brani D.B.L.O.C.K. e Bring it Back, collabora con David Banner al brano Treat Me Like prodotto da Lil Jon, per il disco Certified.
Nel 2006 collabora al brano di successo It's Personal di DMX con Styles P per il disco Year of the Dog... Again. Inoltre partecipa anche al remix del noto brano di Bone Crusher Never Scared assieme a Cam'ron e Busta Rhymes. Nel medesimo anno partecipa al disco di DJ Khaled Listennn: The Album al brano Problem con Beanie Siegel, partecipa anche al remix del brano di Sheek Kiss Your Ass Goodbye nel mixtape di The Game Ghost Unit, assieme al prima citato Beanie Siegel, con Fabolous, Sheek, e Game.
Di ultima uscita il remix del brano di The Game It's Ok (One Blood), cui hanno partecipato Snoop Dogg, Nas, T.I., Jim Jones, Fat Joe, Lil Wayne, N.O.R.E., Fabolous, Twista, Jadakiss, Styles P, Tha Dogg Pound, W.C., E-40, The Clipse, Bun B, Slim Thug, Chamillionaire, Juelz Santana, Young Dro, Ja Rule. Inoltre Jadakiss è lo sponsor della linea di abbigliamento della Ruff Ryders.
Nel 2009 pubblica il suo terzo album The Last Kiss. Il primo singolo By My Side è realizzato in collaborazione con Ne-Yo, mentre il secondo brano estratto è Can't Stop Me. Hanno partecipato all'album, tra gli altri, Swizz Beatz, Mary J. Blige, Pharrell Williams, Styles P, Jazmine Sullivan, Young Jeezy, Faith Evans, Nas e Lil Wayne.
Collabora con DJ Khaled e altri rapper per il brano Welcome to My Hood (Remix), remix ufficiale del brano omonimo diffuso nel 2011.
Nel novembre 2015 pubblica il suo quarto album Top 5 Dead or Alive, che vede la partecipazione di Akon, Lil Wayne, Ne-Yo, Puff Daddy, Wiz Khalifa, Swizz Beatz e altri esponenti del mondo hip hop.
Nel novembre 2017 pubblica un album collaborativo con Fabolous dal titolo Friday on Elm Street, etichettato Def Jam Recordings. Il disco è anticipato dal singolo Stand Up, che vede la collaborazione di Future.
Il 6 marzo 2020 pubblica il suo nuovo album Ignatius, su etichetta Def Jam Recordings.

## Discografia

### Album in studio
- 2001 - Kiss tha Game Goodbye
- 2004 - Kiss of Death
- 2009 - The Last Kiss
- 2015 - Top 5 Dead or Alive
- 2017 - Friday on Elm Street (con Fabolous)
- 2020 - Ignatius

### Mixtape
- 2004 -The Champ Is Here
- 2009 - Kiss My Ass: The Champ Is Here, Pt. 2
- 2010 - The Champ Is Here, Pt. 3
- 2011 - I Love You (A Dedication to My Fans)
- 2012 - Consignment
- 2015 - #T5DOA: Freestyle Edition

### Remix
- Ruff Ryders Anthem [Remix] (Lil Cashplayer featuring Drag-On, Jadakiss, Styles P. & Eve)
- Family Affair [Remix] (Mary J. Blige, featuring Jadakiss & Fabolous)
- Keepin It Gangsta [Remix] (Fabolous featuring Styles P., Jadakiss, Paul Cain & M.O.P.)
- Made You Look [Remix] (Nas, featuring Jadakiss & Ludacris)
- Why [Remix] (Jadakiss featuring Styles P., Anthony Hamilton, Common & Nas)
- Kiss Your Ass Goodbye [Extended Remix] (Sheek Louch featuring Fabolous, The Game, Beanie Sigel, Jadakiss & Styles P.)
- Never Scared [Remix] (BoneCrusher featuring Cam'ron, Jadakiss & Busta Rhymes)
- We Belong Together [Remix] (Mariah Carey, featuring Jadakiss & Styles P.)
- Good Times [Remix] Styles P. featuring Birdman, Drag-On, J-Hood, Sheek Louch & Jadakiss)
- Kiss of Death [Remix] (Jadakiss featuring T.I., Stat Quo & Styles P.)
- Push It [Remix] (Rick Ross featuring Bun B, Jadakiss, Styles P. & The Game)
- Hip-Hop [Remix] (Joell Ortiz, featuring Jadakiss & Saigon)
- It's Me Bitches [Remix] (Swizz Beatz featuring Lil' Wayne, R. Kelly, & Jadakiss)
- Heaven (Only Knows) [Remix] (John Legend featuring Jadakiss)
- Go Getta [Remix] (Young Jeezy, featuring R. Kelly, Jadakiss & Bun B)
- Wall To Wall [Remix] (Chris Brown featuring Jadakiss)
- Ay Bay-Bay [Remix] (Hurricane Chris featuring Jadakiss, Lil' Boosie, Birdman, The Game, & E-40)
- Put Yo Hood Up [Remix] (Lil Jon & the East Side Boyz featuring Jadakiss, Petey Pablo, Roy Jones Jr., Chyna Whyte)